# Boyko Nedelchev
Boyko Nedelchev (en búlgaro: Бойко Неделчев) Ruse, 24 de abril de 1965 es cantante pop búlgaro, compository autor de textos búlgaro de pop, jazz, R&B, funk, soul. 
En 1993, ganó los premiosPrimero y Segundo en el Festival Internacional“ Orfeo Dorado“, en el concurso para las nuevas canciones pop búlgaras. Canta como solista, a dúo con su hermano Deyan y dúos con otros cantantes.
Hasta el año 1998, fue un jugador profesional de baloncesto.

## Biografía
Comenzó su carrera en 1988 gracias a su hermano Deyan. Su primera aparición fue en la Casa de la Cultura Estudiantil en Sofía en 1988.
En 1989, grabó su primera canción en BR "Tal vez no es amor", con su hermano Deyan Nedelchev.
Lanzó su primer disco con su hermano, Deyan, con Balkanton, en 1991.
En 1992, Boyko Nedelchev grabó uno de sus mayores éxitos:“ Loco de amor“. Esta canción ganó el Primer premio en el radio concurso “ Primavera “.
Casado con Veneta Rangelova, uno de los nombres más populares en la música pop desde los años 80. Los padrinos son sus amigos Krasimir y Violeta Gulmezovi del dúo "Chic".
En el año 1996 (Con su hermano Deyan) gana el Premio“ Dúo de Bulgaria“.
Participó 5 veces en el Festival Internacional de Egipto, donde ganó tres premios. En abril del año 2000, Deyan y Boyko Nedelchev ganaron una medalla de plata y una copa de oro en el Festival de Música de Corea del Norte.
En el año2001, los hermanos grabaron juntos la canción "El Ikebana llora el árbol y la flor".
Durante el año 1999 hasta el 2000, Boyko fue editor musical en Balkanton.
Fue solista en Art Studio Warrior (ACB) en Sofía desde el año 2000 hasta el 2002 con Rumiana Kotseva, su hermano Deyan, Valentin Asenov, Guna Ivanova y Hristina Boteva.
Desde el año 2002 haata el  2014 estuvo viviendo en Francia.
Trabajó con autores conocidos como Maurice Aladzhem, Todor Anastasov, Toncho Rusev, Haygashod Agasyan, Krasimir Gyulmezov, Atanas Kosev, Alexander Miladinov, Alexander Alexandrov, Plamen Velinov, Boris Chakarov ...
Participó en conciertos y giras en Mongolia, URSS, Rusia, Egipto, Kazajistán, Bielorrusia, Italia, Francia, España, Grecia, Corea del Norte, Mónaco y Andorra.

## Diferencias
- El dúo número 1 en Bulgaria para el 1996 con su hermano Boyko, en los "Premios anuales de música ART Rock Center" (Sofía, 1996)
- Mejor cantante del año: nominación en los "Premios anuales de música ART Rock Center" (Sofía, 1996)
- Maestro de deportes (1986)
- Vicecampeón y medallista de plata con "Spartak" (Pleven) en 1985-86.

## Premios
- Cuarto Premio per "Fuego en nosotros" (Con Radostina Koleva) en los VI Festival Internacional  de la Canción de (El Cairo, EGIPTO, 2000)
- Copa Como intérprete (Con Deyan Nedelchev) en los XV Festival Internacional "de Artes de primavera" de (PYONGYANG, Corea del Norte, 2000)
- Medalla de Plata Como intérprete (Con Deyan Nedelchev) en los XV Festival Internacional "de Artes de primavera" de (PYONGYANG, Corea del Norte, 2000)
- Tercer premio Como intérprete (Con Deyan Nedelchev) en los XV Festival Internacional "de Artes de primavera" de (PYONGYANG, Corea del Norte, 2000)
- Premio de Reconocimiento - "Chica de oro" en los Festival Internacional de la Canción "Pacífico Sur" de (AUSTRALIA, 1997)
- Cuarto premio - "Respiración" (Con Deyan Nedelchev) en los 3 Festival Internacional  de la Canción de (El Cairo, EGIPTO, 1997)
- Segundo premio - "Como la vida" (Con Deyan Nedelchev) en los 2 Festival Internacional  de la Canción de (El Cairo, EGIPTO, 1996)
- Segundo premio - "Temo que te amo" (Con Deyan Nedelchev) en los Radio concurso "Primavera" de (SOFIA, 1996)
- Melodía de Octubre - "Ojos como magia" (Con Deyan Nedelchev) en los Concurso "Melodía del año" de (SOFIA, 1995)
- Primer premio - "Dónde estás" en los XXV Festival Internacional "Orfeo Dorado" de (SUNNY BEACH, 1994)
- Segundo premio - "Echame una mano" (Con Deyan Nedelchev, Mdrgarita Hranova., Snezhina Slavkova y Bg. "Negro y Blanco") en los XXV Festival Internacional "Orfeo Dorado" de (SUNNY BEACH, 1994)
- Primer premio - "Amor-sueño" (Con Deyan Nedelchev, Rositsa Ganeva, Niki Tomov...) en los XXIV Festival Internacional "Orfeo Dorado" de (SUNNY BEACH, 1993)
- Primer premio - "Loco de Amor" en los Radio concurso "Primavera" de (SOFIA, 1992)
- Premio Especial Como intérprete en los Festival Internacional "Melodía de los amigos" de (ULAN BATOR, MONGOLIA, 1990)
- Segundo premio como intérprete de "I  Festival de Arte Popular" de (RUSE, 1975)

## Participación en festivales y concursos
- en los Festival Internacional de (AIGUES-MORTES, Francia 2014)
- en los Festival Internacional de (PALAVAS-LES-FLOTS, Francia 2013)
- en los Festival Internacional de (LA GRANDE-MOTTE, Francia 2012)
- en los Festival Internacional de (LE GROU DE ROI, Francia 2011)
- en los Festival Internacional de (AIGUES-MORTES, Francia 2010)
- en los Festival Internacional de (LE GROU DE ROI, Francia 2009)
- en los Festival Internacional de Radio (RFF) de (MONTPELLIER, Francia 2007)
- en los Festival Internacional de (CARNON, Francia 2007)
- en los Festival Internacional de (LE GROU DE ROI, Francia 2006)
- "Fuego en nosotros" (Con Radostina Koleva) en los XII Festival Internacional "Cantantes de Sarandev" de (DOBRICH, 1999)
- "Viviré del amor" (Con Deyan Nedelchev) en los 1 Festival "Duos de amor" de (SOFIA, 1996)
- "Ojos como magia" (Con Deyan Nedelchev) en los II Festival La canción de amor "Eros de plata" de (PLOVDIV, 1996)
- "Elección difícil" (Con Boyko Nedelchev) en los XXV Festival Internacional "Orfeo Dorado" de (SUNNY BEACH, 1994)
- "Amor-sueño" (Con Boyko Nedelchev + 12 colegas) en los XXIV Festival Internacional "Orfeo Dorado" (SUNNY BEACH, 1993), Ronda final para de (SOFIA, 1993)

## Películas, Musicales, Espectáculos
- "El regreso de los pájaros" (2001) - (musical)
- "¿Sabes búlgaro?" (1994) (programa de televisión)

## Discografía
- "Que hermosa eres, Señor" (2002) (Con Deyan Nedelchev)
- "Buenas Noticias" (1997) (Con Deyan Nedelchev)
- "Hermanos" (1996)  (Con Deyan Nedelchev)
- "Los Grandes Exitos" (1995) (Con Deyan Nedelchev)
- "Amor por amor" (1993) (Con Deyan Nedelchev)
- "Amor-sueño" / "Dedicación" (1993) (Con Deyan Nedelchev)
- "Lo mejor de Deyan y Boyko Nedelchev 1988-1992" (1993)
- "Loco enamorado" (1992) (Con Deyan Nedelchev)
- "Juego de amor" (1991) (Con Deyan Nedelchev)

## Carrera Deportiva
Hasta el año 1998 fue jugador de baloncesto profesional jugando en el "Dunav" (Ruse), "Levski" (Levski), "Lokomotiv" (Sofía), "Slavia" (Sofía), "Levski" (Sofía), "Botev" (Debelets), "Spartak"(Pleven)," "Ingeniero Mecánico" (Tryavna). Desde el 2005 al 2006 jugó para "Croix d'Argent" (Montpellier), Francia.
También jugó en el "Dunav" (Ruse),  y  en el equipo francés "Les Petit Bard" (Montpellier) en el 2005.
Participó en 6 maratones clásicos de atletismo entre el año 1986 hasta el 1991, y también fue atleta a larga distancia con el equipo de "Kremikovtsi", con el entrenador Georgi Minchev.
Tercer lugar en la subida a "velocidad al Hotel Rodina", en el año 1988.
Quinto lugar en el recorrido de pista y campo de "100 km de Vitosha" en el año 1989.
Jugó para el equipo de tenis de mesa de Montpellier en el 2005, entrenado por la campeona europea Daniela Gergelcheva.
Tercer lugar en voleibol de playa en La Grande Motte en el año 2008. Etapa del Campeonato Nacional.
Cuarto lugar en voleibol de playa en Montpellier en el 2012. También en una etapa del Campeonato Nacional.
En los once ,del Equipo Nacional de Futbol de Bulgaria de músicos pop y rock, los cuales, ganaron en 1992  el equipo nacional italiano de atletas profesionales con una victoria 1: 0 sobre el ejército nacional.

## Carrera De Actuaciones
Trabajó en el Teatro Sofía y en el Teatro “Detrás del Canal“ entre los años 1997-1999.  Participó en varias producciones, la más famosa de las cuales es "Trompeta" con Todor Kolev.
Fue  protagonista en docenas de películas y largometrajes como "El día de los gobernantes", "Margarito y Margarita", "Creyendo en el viento blanco" y algunas coproducciones, como la francesa "La mujer en la esquina", "Spartacus", "El código", "Tras las huellas de Capitán Grant, “Debajo del yugo“ ...